# Bontesd község
Bontesd község (románul: Comuna Buntești, németül: Buntschest) község Bihar megyében, Romániában. Központja Bontesd, beosztott falvai Alsópojény, Biharfenyves, Dombrovány, Felsőpojény, Fericse, Kisbékafalva, Lelesd, Szód.

## Népessége
A 2011-es népszámlálás adatai alapján a község népessége 4253 fő volt.